# Nižná Pisaná
Nižná Pisaná este o comună slovacă, aflată în districtul Svidník din regiunea Prešov, pe malul râului Kapišovka⁠(d). Localitatea se află la altitudinea de 321 m deasupra n.m., se întinde pe o suprafață de 7,38 km2 și în 2017 număra 86 de locuitori.

## Istoric
Localitatea Nižná Pisaná este atestată documentar din 1600.

## Demografie
| An:                | 1994 | 2004    | 2014 | 2024    |
| ------------------ | ---- | ------- | ---- | ------- |
| Număr de persoane: | 88   | 100     | 86   | 75      |
| Diferență:         |      | +13,63% | −14% | −12,79% |

| An:                | 2023 | 2024   |
| ------------------ | ---- | ------ |
| Număr de persoane: | 78   | 75     |
| Diferență:         |      | −3,84% |